# Złotnica (Babia Góra)

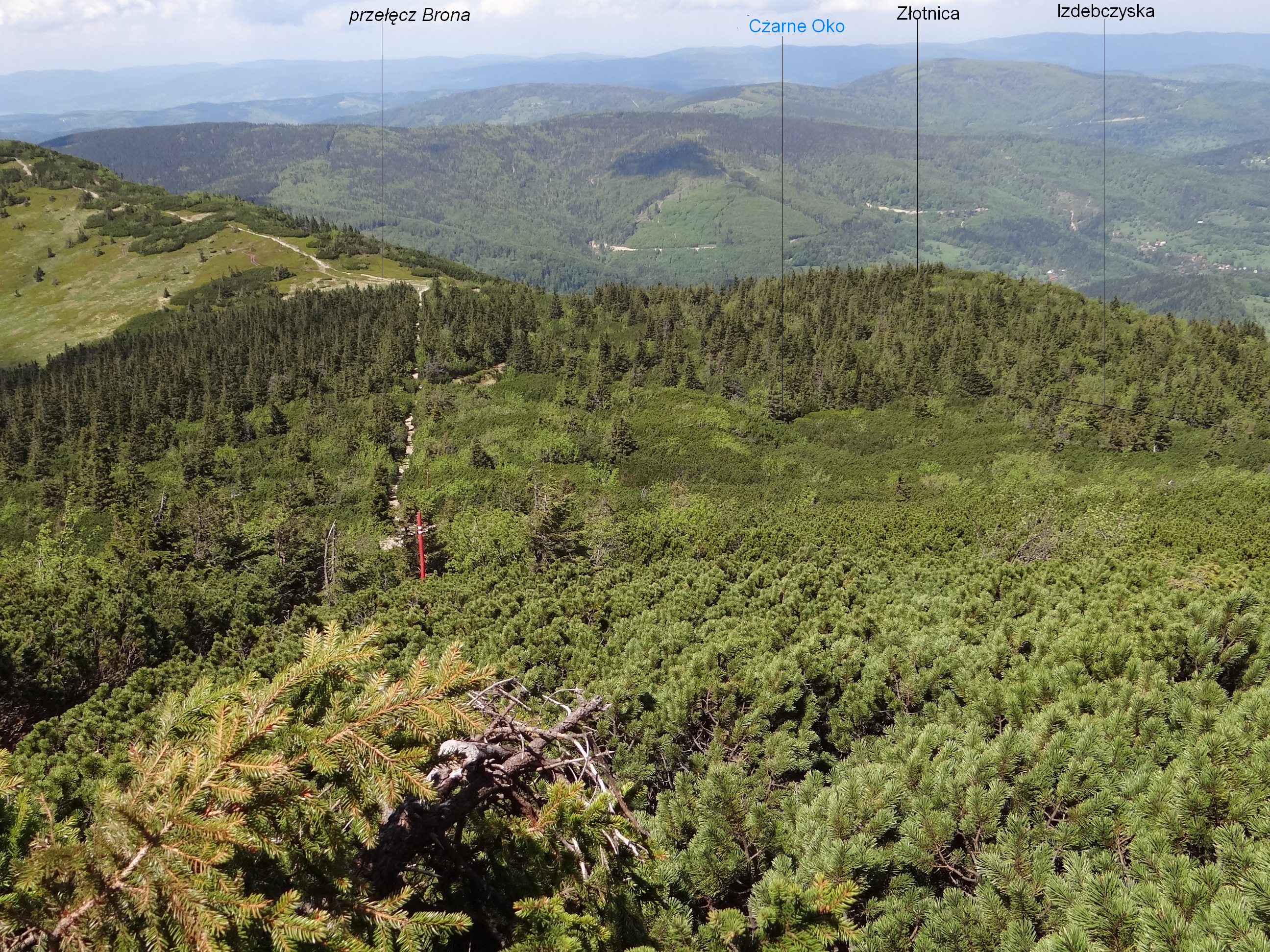
Widok z Kościółków

Złotnica – mało wybitne wzniesienie w zachodniej grani Babiej Góry w Beskidzie Żywiecko-Orawskim. Znajduje się pomiędzy przełęczą Brona a Kościółkami. Przecięte jest wielkim rowem grzbietowy zwanym Izdebczyskami. Rów ten powstał w wyniku obrywu. Tak więc Złotnica ma dwa grzbiety, pomiędzy którymi znajdują się Izdebczyska.
Partie szczytowe Złotnicy porasta kosodrzewina oraz karłowaty las świerkowy, rosnący tutaj na górnej granicy swojego zasięgu pionowego. Orograficznie lewym grzbietem Złotnicy prowadzą 3 znakowane szlaki turystyczne oraz nieznakowana ścieżka edukacyjna „Babia Góra bez granic”. W prawym grzbiecie, na północnych stokach Złotnicy znajduje się Biwak Zapałowicza i wypływa z nich potok Marków.
Złotnica znajduje się w Babiogórskim Parku Narodowym, polska część w granicach wsi Zawoja w województwie małopolskim, w powiecie suskim, w gminie Zawoja.

## Szlaki turystyczne
Żywieckie Rozstaje – Mała Babia Góra – przełęcz Brona – Kościółki – Lodowa Przełęcz – Pośredni Grzbiet – Diablak
 przełęcz Krowiarki – Sokolica – Diablak – Kościółki – przełęcz Brona – Markowe Szczawiny